# Комненић
Комненић је српско презиме, настало од имена Комнен (грч. Komnenós). Може се односити на следеће особе:
- Милан Комненић, књижевник
- Борис Комненић, глумац
- Петар Комненић, партизан
- Васо Комненић, спортиста